# 圖庫里克區
圖庫里克區（西班牙語：Tucurrique），是哥斯達黎加的一個區，位於該國東部卡塔戈省，面積36.07平方公里，海拔高度777米，主要經濟活動有農業和畜牧業，2010年人口4,872，人口密度每平方公里135.07人。